# Isoloba sphagnata
Isoloba sphagnata är en fjärilsart som beskrevs av Max Joseph Bastelberger 1911. Isoloba sphagnata ingår i släktet Isoloba och familjen mätare. Inga underarter finns listade i Catalogue of Life.